# Timo Glock
Timo Glock (Lindenfels, Nyugat-Németország, 1982. március 18. –) német autóversenyző. 2004-ben Giorgio Pantano Jordan-nel való vitája miatt négy futamon lehetőséget kapott a bizonyításra a Formula–1-ben. 2005-ben a Champ Car-ban, 2006-2007-ben a GP2-ben versenyzett. Utóbbi szezonban a sorozat bajnoka lett. 2008-ban a Toyota Formula–1-es csapat versenyzőjeként tért vissza, 2010 és 2012 között a Marussia F1 Team versenyzője volt. 

## Pályafutása

### Korai évek
Karrierjét 1998-ban, 15 évesen kezdte. 2000-ben megnyerte a BMW ADAC Junior Kupát, 2001-ben pedig a BMW ADAC Bajnokságot. Első Német Formula–3-as idényében a harmadik helyen végzett és megnyerte az Év Újonca díjat. 2003-ban a Formula–3 bajnokságban három futamot megnyert és további három dobogós helyezést szerzett. Ezekkel az eredményekkel az ötödik helyen zárta az évet.

### Champ Car
Glock pályafutását a Champ Car-ban folytatta a RocketSports csapattal. Legjobb helyezése egy második hely volt Kanadában, ahol egy érdekes versenyen – furcsa körülmények között – csak Oriol Servià bizonyult jobbnak nála. A végén a nyolcadik helyen zárt, és megkapta az Év Újonca címet.

### GP2

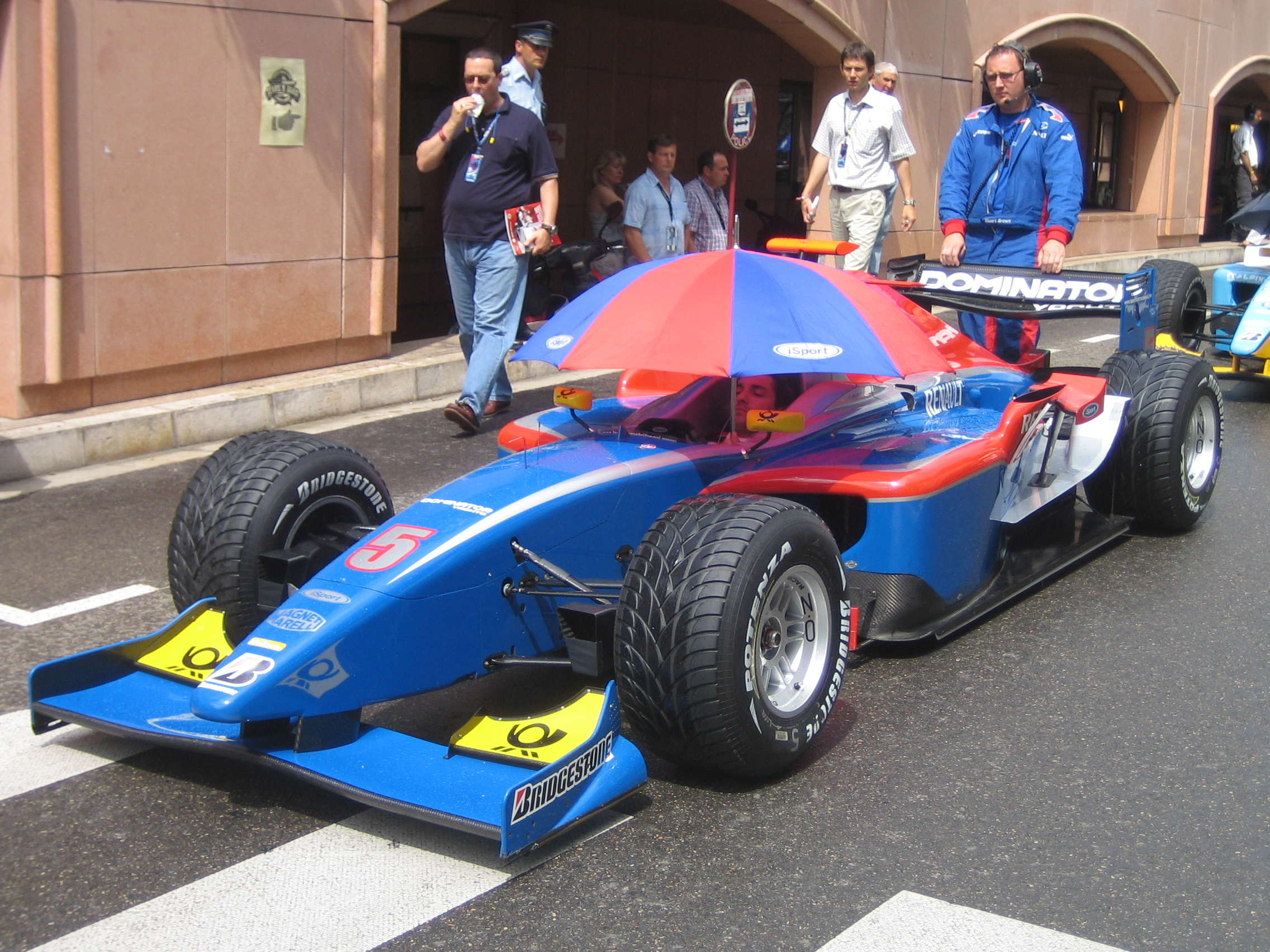
Timo Glock a GP2 2007-es monacói futamán

2006-ban a GP2-be szerződött a BCN Competicion csapathoz. A csapat rendkívül gyengén szerepelt, ezért Timo az iSport alakulatához szerződött, ahol két futamgyőzelmet és még három dobogós helyet szerzett, így összesítésben a negyedik helyen végzett. 2007-ben az iSport csapatnál versenyzett. Egész évben uralta a mezőnyt, öt futamgyőzelemmel és még négy dobogós helyezéssel az első helyen végzett összesítésben.

### Formula–1

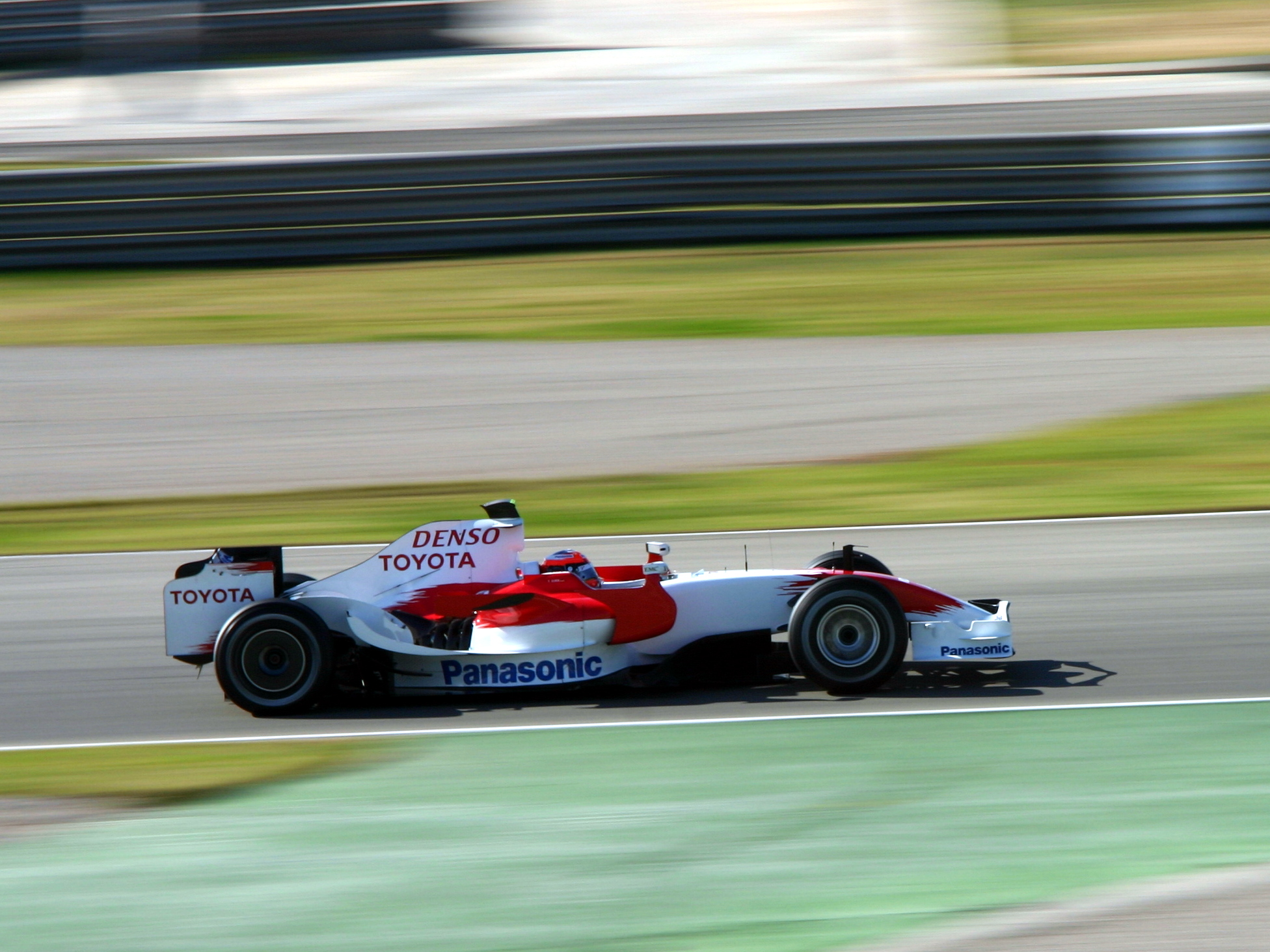
Timo Glock a Toyotával egy 2008-as szezon előtti teszten

#### 2004
2004-ben négy nagydíjon szerepelhetett a Jordannél. Kanadában a tizenegyedik helyen ért célba, de a Williamsek és a Toyoták kizárása miatt a hetedik helyre sorolták, és így 2 pontot örökölt meg. Giorgio Pantano helyett a csapat az utolsó három nagydíjra is őt ültette be az autóba, mind a három versenyen a tizenötödik helyen végzett.

#### 2006–2007
2006-ban a BMW Saubernek tesztelt és 2006 decemberében szerződött le a csapathoz második számú tesztpilótaként. 2007-ben Kubica hatalmas bukását követően az Egyesült Államok Nagydíján nagyon szerette volna megmutatni, hogy mit tud, de a csapat az első számú tesztpilótáját, Sebastian Vettelt választotta. Mivel a magyar nagydíjjal kezdődően a Toro Rosso szerződtette Vettelt, Glockot fő tesztpilótává léptették elő.
2007-ben több csapatnál is tesztelt, de végül a Toyotához ment. Szerződése azonban még élt a BMW-vel, amikor leszerződött a Toyotához, ezért a BMW bíróság elé vitte az ügyet. A CRB azonban Glock javára döntött, és november 16-án elrendelte az azonnali szerződésbontást, így november 19-én aláírta hároméves szerződését a Toyotával.

#### 2008

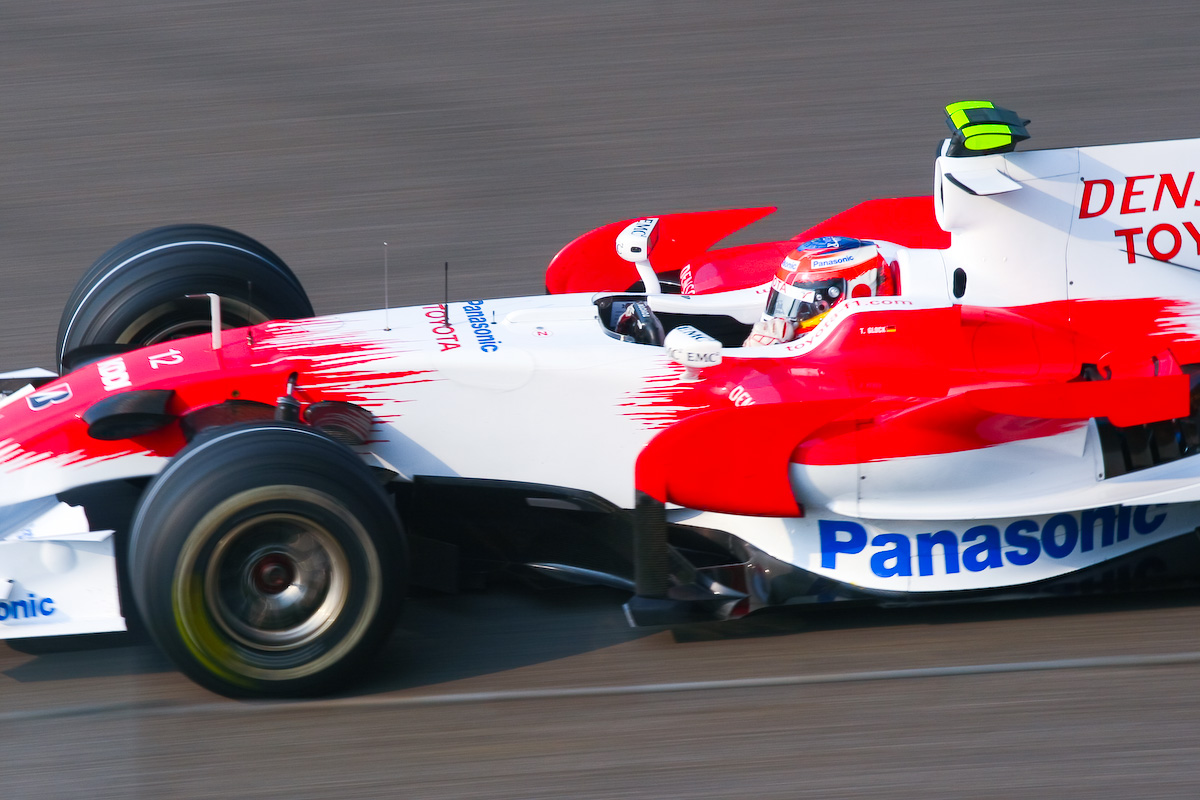
2008-ban, Kínában

2008-ban Ralf Schumacher helyére érkezett a Toyotához, csapattársa Jarno Trulli. A szezonnyitó ausztrál nagydíjon látványos balesetet szenvedett, de nem sérült meg. Malajziában is kiesett, Bahreinben viszont lemaradt a pontszerzésről. A spanyol nagydíjon összeütközött David Coultharddal, és csak a tizenegyedik helyen ért célba. Törökországban a tizenötödik helyről indult, és tizenharmadik lett. Az esős monacói nagydíjon nehezen tudott megbirkózni a körülményekkel, többször megcsúszott, végül a tizenkettedik helyen ért célba. A Kanadában történt boxbaleset után sikerült az élre törnie, és három kör erejéig vezette is a versenyt, de végül csak a negyedik helyet szerezte meg, amely öt pontot jelentett neki. A francia nagydíjon a McLarenek rajtbüntetései miatt a 8. helyről indulhatott, de a futamon visszacsúszott a 11. helyre, míg csapattársa, Trulli harmadik lett. A brit nagydíj időmérőjén a 12. helyet szerezte meg és ott is ért célba. Következő, hazai versenyén csak a 11. helyről rajtolt, de a versenyen jó taktikával feljebb jött, és a pontszerzésre is esélye volt, amikor eltörött a Toyota felfüggesztése, és nagy sebességgel hátulról és oldalról a betonfalba csapódott. A biztonsági autó is bejött, de szerencsére komoly baja nem történt. A magyar nagydíjon az előző versenyen szenvedett hatalmas balesete ellenére elérte pályafutása eddigi legjobb helyezését. Már az időmérő edzésen elért 5. helyével is elégedettek lehettek a Toyotánál. A futamot végül a 2. helyen zárta, ami a csapat erősödését is mutatta. Az európai nagydíjon ismét pontot szerzett, ezúttal egy 7. hellyel. Az esős Belga-és Olasz Nagydíjakon 9. és 11. lett. Szingapúrban kihasználva a biztonsági autós szakaszok adta lehetőséget, a 7. rajtpozícióból egészen a 4. helyig jött föl. A japán nagydíjon kiesett, Kínában 7. lett.
A váltakozva száraz és esős szezonzáró futamon, a brazil nagydíjon a mezőny közepén autózott, amikor az utolsó körökben újra eleredt az eső. Az élmezőnyből mindenki kereket cserélt, csak ő nem, ezzel a 4. helyre került. Mögötte haladt azonban Sebastian Vettel és a világbajnoki címért harcoló Lewis Hamilton, akinek legalább az ötödik helyen kellett végeznie ahhoz, hogy bajnok legyen. Glock autója a vizes pályán vezethetetlen volt – csak az utolsó körben 14 másodpercet vesztett a mögötte haladókkal szemben –, így az utolsó kör utolsó kanyarjában mind Vettel, mind Hamilton megelőzte, utóbbi pedig világbajnok lett. Glock a 6. helyen ért célba.
2008-ban, első teljes Formula–1-es szezonjában, főleg az évad második felében elért jó eredményeinek köszönhetően a világbajnokság 10. helyén végzett, 25 ponttal és elkönyvelhette első dobogós helyezését.

### 2009
Eggyel kevesebb pontot szerez a tavalyi évhez képest, ám kétszer állhatott fel a dobogóra: Malajziában harmadik lett, ám itt csak pontjainak a felét kapta meg, míg Szingapúrban a második helyet szerezte meg. A szezon utolsó két versenyén nem vett részt, mivel a japán nagydíj időmérőjén vádlisérülést szenvedett. 2008-hoz hasonlóan Glock a 10. helyet szerzi meg összetettben.

### 2010-2012: Virgin és a Marussia
Miután a Toyota kilépett a Formula–1-ből, Glock az egyik újonc istállóhoz, a Virginhez szerződik. Ez az év a legrosszabb karrierje során, legjobb helyezése egy 14. hely Japánban, csapata a konstruktőri bajnokságban az utolsó helyen végez, Glock 0 ponttal zárja a szezont. A 2011-es szezonban sem szerzett pontot Glock, legjobb helyezése két 15. hely Kanadából és Belgiumból. 2012-ben is pont nélkül maradt a német, viszont Szingapúrban kiváló versenyzéssel 12. lett, de ez sajnos kevés a Marussia-nak a 10. helyhez a konstruktőrök közt. Viszont a Marussia 2013-ra Glockot lecserélte, mivel nem jelentős szponzori háttere.

### 2013: Debütálás a DTM-ben

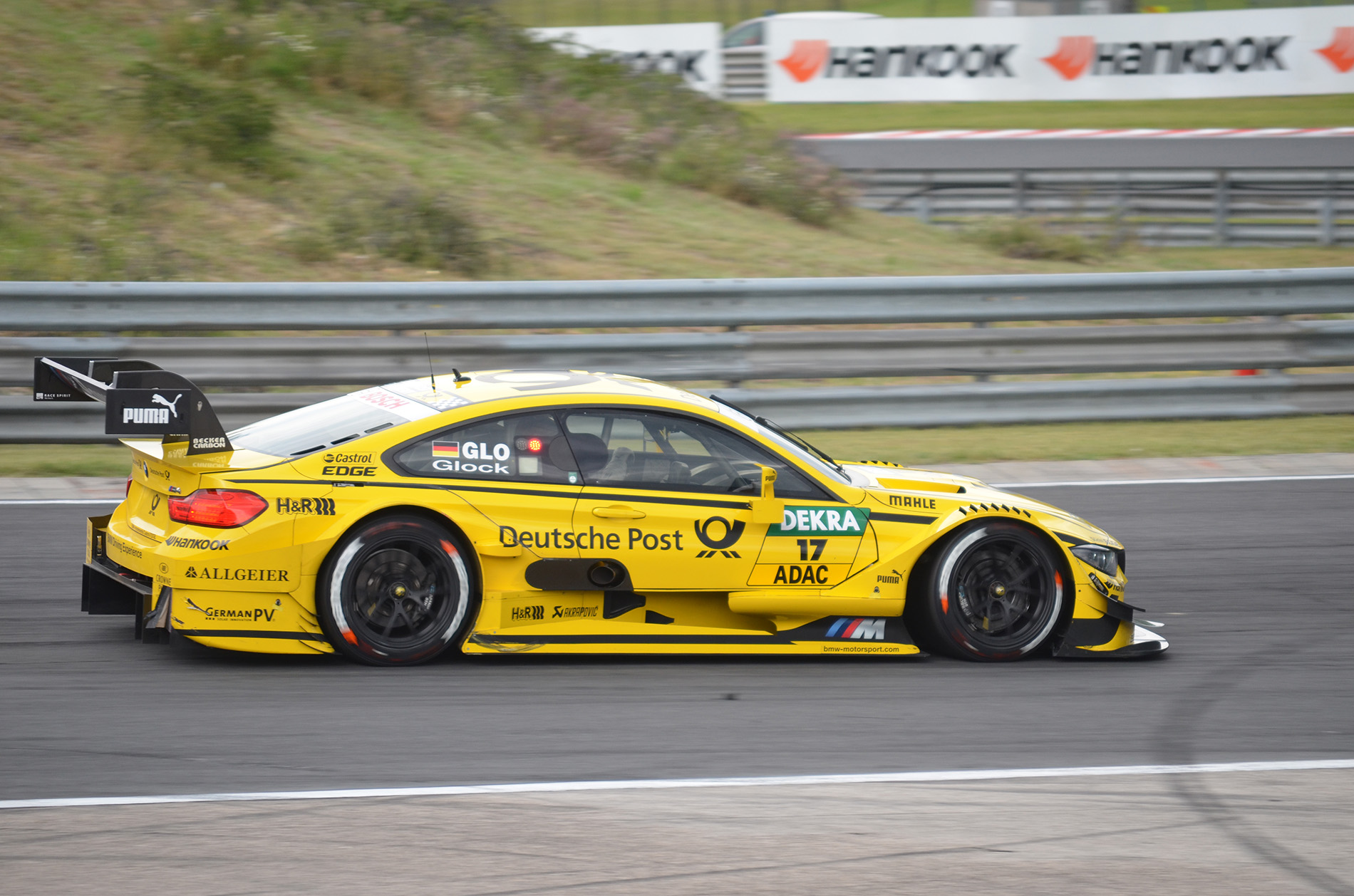
Glock a 2014-es DTM-szezon magyar futamán

Miután a Marussia ejtette a németet, Glock a DTM-be indult szerencsét próbálni. Kezdetben úgy tűnt, hogy Glock folyamatosan fog pontot szerezni, ám végül rá kellett döbbenni az igazságra, hogy ez nem fog ilyen könnyen menni. A szezon első futamán egy rosszul rögzített kerék fosztotta meg Glockot a pontszerzéstől. A német a 3. futamon, Spielbergben meglett az első dobogó egy 3. hely tükrében. Utána folyamatosan pontszerzés nélküli futamok érkeztek Glock számára. Ám az év utolsó, 10. futama a száradó pályán volt Glocknak szerencséje. A 4. helyről rajtolt, a rajtot picit elrontotta, de utána körökön belül felzárkózott a 2. helyre. A körülmények megfelelő kihasználásával meglett Timo Glock élete első DTM-es futamgyőzelme.

## Eredményei

### Teljes GP2-es eredménysorozata
| Év   | Csapat               | 1          | 2         | 3         | 4         | 5          | 6          | 7          | 8          | 9          | 10        | 11        | 12         | 13         | 14        | 15        | 16        | 17        | 18         | 19         | 20         | 21         | Helyezés | Pont |
| ---- | -------------------- | ---------- | --------- | --------- | --------- | ---------- | ---------- | ---------- | ---------- | ---------- | --------- | --------- | ---------- | ---------- | --------- | --------- | --------- | --------- | ---------- | ---------- | ---------- | ---------- | -------- | ---- |
| 2006 | BCN Competicion      | VAL FEA 16 | VAL SPR 8 | SMR FEA 7 | SMR SPR 4 | EUR FEA 17 | EUR SPR Ki | ESP FEA 11 | ESP SPR 10 | MON FEA Ki |           |           |            |            |           |           |           |           |            |            |            |            | 4.       | 58   |
| 2006 | iSport International |            |           |           |           |            |            |            |            |            | GBR FEA 2 | GBR SPR 6 | FRA FEA 1  | FRA SPR 4  | GER FEA 3 | GER SPR 1 | HUN FEA 2 | HUN SPR 5 | TUR FEA 4  | TUR SPR 4  | ITA FEA Ki | ITA SPR Ni | 4.       | 58   |
| 2007 | iSport International | BHR FEA 2  | BHR SPR 2 | ESP FEA 2 | ESP SPR 1 | MON FEA 3  | FRA FEA Ki | FRA SPR Ki | GBR FEA Ki | GBR SPR Ki | EUR FEA 1 | EUR SPR 5 | HUN FEA 10 | HUN SPR Ki | TUR FEA 4 | TUR SPR 1 | ITA FEA 3 | ITA SPR 1 | BEL FEA 17 | BEL SPR Ni | VAL FEA 7  | VAL SPR 1  | 1.       | 88   |

### Teljes Formula–1-es eredménysorozata
(Táblázat értelmezése)

(Félkövér: pole-pozícióból indult; dőlt: leggyorsabb kört futott) 

| Év   | Csapat   | 1      | 2      | 3      | 4      | 5      | 6      | 7      | 8      | 9      | 10     | 11     | 12     | 13     | 14     | 15     | 16     | 17     | 18     | 19     | 20     | Helyezés | Pont |
| ---- | -------- | ------ | ------ | ------ | ------ | ------ | ------ | ------ | ------ | ------ | ------ | ------ | ------ | ------ | ------ | ------ | ------ | ------ | ------ | ------ | ------ | -------- | ---- |
| 2004 | Jordan   | AUS Tp | MAL Tp | BHR Tp | SMR Tp | ESP Tp | MON Tp | EUR Tp | CAN 7  | USA Tp | FRA Tp | GBR Tp | GER Tp | HUN Tp | BEL Tp | ITA Tp | CHN 15 | JPN 15 | BRA 15 |        |        | 19.      | 2    |
| 2008 | Toyota   | AUS Ki | MAL Ki | BHR 9  | ESP 11 | TUR 13 | MON 12 | CAN 4  | FRA 11 | GBR 12 | GER Ki | HUN 2  | EUR 7  | BEL 9  | ITA 11 | SIN 4  | JPN Ki | CHN 7  | BRA 6  |        |        | 10.      | 25   |
| 2009 | Toyota   | AUS 4  | MAL 3‡ | CHN 7  | BHR 7  | ESP 10 | MON 10 | TUR 8  | GBR 9  | GER 9  | HUN 6  | EUR 14 | BEL 10 | ITA 11 | SIN 2  | JPN Ni | BRA    | UAE    |        |        |        | 10.      | 24   |
| 2010 | Virgin   | BHR Ki | AUS Ki | MAL Ki | CHN Ni | ESP 18 | MON Ki | TUR 18 | CAN Ki | EUR 19 | GBR 18 | GER 18 | HUN 16 | BEL 18 | ITA 17 | SIN Ki | JPN 14 | KOR Ki | BRA 20 | UAE Ki |        | 25.      | 0    |
| 2011 | Virgin   | AUS Hn | MAL 16 | CHN 21 | TUR Ni | ESP 19 | MON Ki | CAN 15 | EUR 21 | GBR 16 | GER 17 | HUN 17 | BEL 18 | ITA 15 | SIN Ki | JPN 20 | KOR 18 | IND Ki | UAE 19 | BRA Ki |        | 25.      | 0    |
| 2012 | Marussia | AUS 14 | MAL 17 | CHN 19 | BHR 19 | ESP 18 | MON 14 | CAN Ki | EUR Ni | GBR 18 | GER 22 | HUN 21 | BEL 15 | ITA 17 | SIN 12 | JPN 16 | KOR 18 | IND 20 | UAE 14 | USA 19 | BRA 16 | 20.      | 0    |

‡ A versenyt félbeszakították, és nem teljesítették a táv 75%-át, így a helyezéséért járó pontoknak csak a felét kapta meg.

### Teljes DTM eredménylistája
(Táblázat értelmezése)

(Félkövér: pole-pozícióból indult; dőlt: leggyorsabb kört futott) 

| Év   | Csapat          | 1        | 2        | 3        | 4        | 5        | 6        | 7        | 8        | 9        | 10       | 11       | 12        | 13       | 14       | 15       | 16       | 17        | 18       | 19      | 20       | Helyezés | Pont |
| ---- | --------------- | -------- | -------- | -------- | -------- | -------- | -------- | -------- | -------- | -------- | -------- | -------- | --------- | -------- | -------- | -------- | -------- | --------- | -------- | ------- | -------- | -------- | ---- |
| 2013 | BMW Team MTEK   | HOC1 Ki  | BRH 13   | SPL 3    | LAU 13   | NOR 13   | MOS 16   | NÜR 18   | OSC 15   | ZAN 18   | HOC2 1   |          |           |          |          |          |          |           |          |         |          | 9.       | 40   |
| 2014 | BMW Team MTEK   | HOC1 5   | OSC Ki   | HUN 19   | NOR 16   | MOS 6    | SPL 3    | NÜR 17   | LAU Ki   | ZAN 12   | HOC2 11  |          |           |          |          |          |          |           |          |         |          | 16.      | 33   |
| 2015 | BMW Team MTEK   | HOC 1 8  | HOC 2 10 | LAU 1 18 | LAU 2 12 | NOR 1 13 | NOR 2 Ki | ZAN 1 6  | ZAN 2 4  | SPL 1 19 | SPL 2 14 | MSC 1 Ki | MSC 2 17  | OSC 1    | OSC 2 7  | NÜR 1 13 | NÜR 2 20 | HOC 1 18† | HOC 2 21 |         |          | 15.      | 56   |
| 2016 | BMW Team RMG    | HOC 1 Ki | HOC 2 EX | SPL 1 4  | SPL 2 1  | LAU 1 12 | LAU 2 10 | NOR 1 21 | NOR 2 9  | ZAN 1 21 | ZAN 2 6  | MSC 1 11 | MSC 2 24† | NÜR 1 5  | NÜR 2 14 | HUN 1 13 | HUN 2 5  | HOC 1 7   | HOC 2 4  |         |          | 10.      | 84   |
| 2017 | BMW Team RMG    | HOC 1 2  | HOC 2 8  | LAU 1 11 | LAU 2 15 | HUN 1 2  | HUN 2 7  | NOR 1 5  | NOR 2 10 | MSC 1 5  | MSC 2 13 | ZAN 1    | ZAN 2 7   | NÜR 1 12 | NÜR 2 8  | SPL 1 10 | SPL 2 7  | HOC 1 3   | HOC 2 12 |         |          | 11.      | 99   |
| 2018 | BMW Team RMR    | HOC 1 3  | HOC 2 1  | LAU 1 2  | LAU 2 5  | HUN 1 14 | HUN 2    | NOR 1 10 | NOR 2 10 | ZAN 1 6  | ZAN 2 10 | BRH 1 13 | BRH 2 11  | MIS 1 7  | MIS 2 15 | NÜR 1 4  | NÜR 2 16 | SPL 1 17† | SPL 2 7  | HOC 1 3 | HOC 2 10 | 5.       | 144  |
| 2019 | BMW Team RMR    | HOC 1 4  | HOC 2 6  | ZOL 1 13 | ZOL 2 14 | MIS 1 10 | MIS 2 Ki | NOR 1 Ki | NOR 2 9  | ASS 1 5  | ASS 2 14 | BRH 1 13 | BRH 2 12  | LAU 1 Ki | LAU 2 Ki | NÜR 1 9  | NÜR 2 9  | HOC 1 6   | HOC 2 4  |         |          | 12.      | 59   |
| 2020 | BMW Team RMG    | SPA 1 8  | SPA 2 13 | LAU 1 5  | LAU 2 6  | LAU 1 4  | LAU 2    | ASS 1 9  | ASS 2 6  | NÜR 1 7  | NÜR 2 14 | NÜR 1 10 | NÜR 2 8   | ZOL 1 4  | ZOL 2 4  | ZOL 1 9  | ZOL 2 4  | HOC 1 14† | HOC 2 8  |         |          | 5.       | 120  |
| 2021 | ROWE Racing     | MNZ 1 16 | MNZ 2 Ki | LAU 1 11 | LAU 2 13 | NÜR 1 19 | NÜR 2 7  | RBR 1 10 | RBR 2 10 | ASS 1 Ki | ASS 2 14 | HOC 1 10 | HOC 2 14  | NOR 1 Ki | NOR 2 11 |          |          |           |          |         |          | 17.      | 9    |
| 2022 | Ceccato Motors  | ALG 1    | ALG 2    | LAU 1    | LAU 2    | IMO 1 Ki | IMO 2 11 | NOR 1    | NOR 2    | NÜR 1    | NÜR 2    | SPA 1    | SPA 2     | RBR 1    | RBR 2    | HOC 1    | HOC 2    |           |          |         |          | HN‡      | 0‡   |
| 2025 | Dörr Motorsport | OSC 1    | OSC 2    | LAU 1    | LAU 2    | ZAN 1    | ZAN 2    | NOR 1    | NOR 2    | NÜR 1    | NÜR 2    | SAC 1    | SAC 2     | RBR 1    | RBR 2    | HOC 1    | HOC 2    |           |          |         |          | HN*      | 0*   |

‡ Vendégpilótaként nem volt jogosult a pontszerzésre.
† A versenyt nem fejezte be, de helyezését értékelték, mert a versenytáv több mint 75%-át teljesítette.